# Kúpos sisak
A kúpos sisak a preheraldikus korban előforduló harang alakú sisaktípus volt, mely Európában a 14. században
is használatos volt. Belőle alakultak ki különféle zárható sisakok, mint a „kutyaszájú sisak” és az armet.
Névváltozatok: bacinet

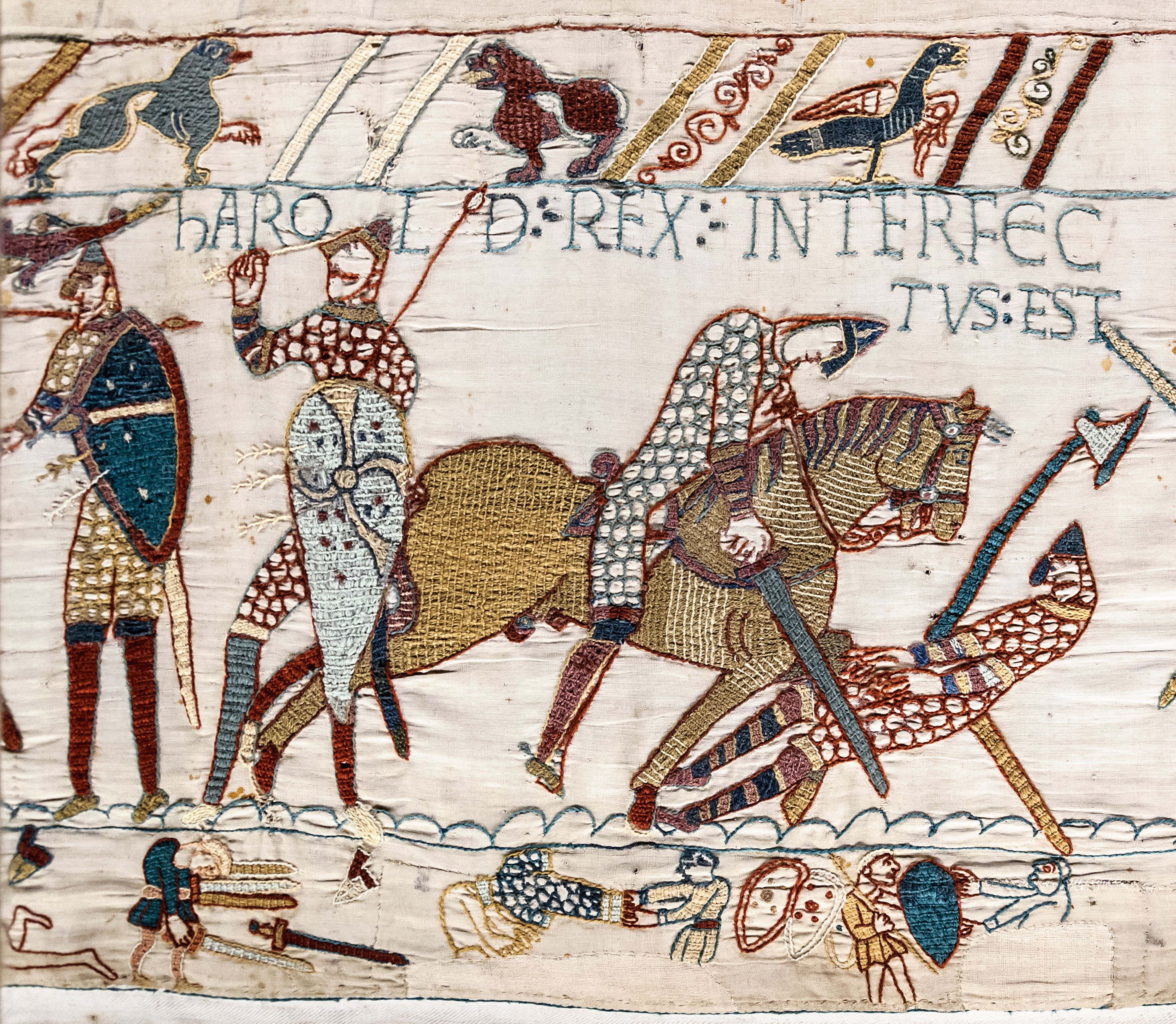
Harold és katonái orrvédős sisakokkal a Bayeux-i faliszőnyegen

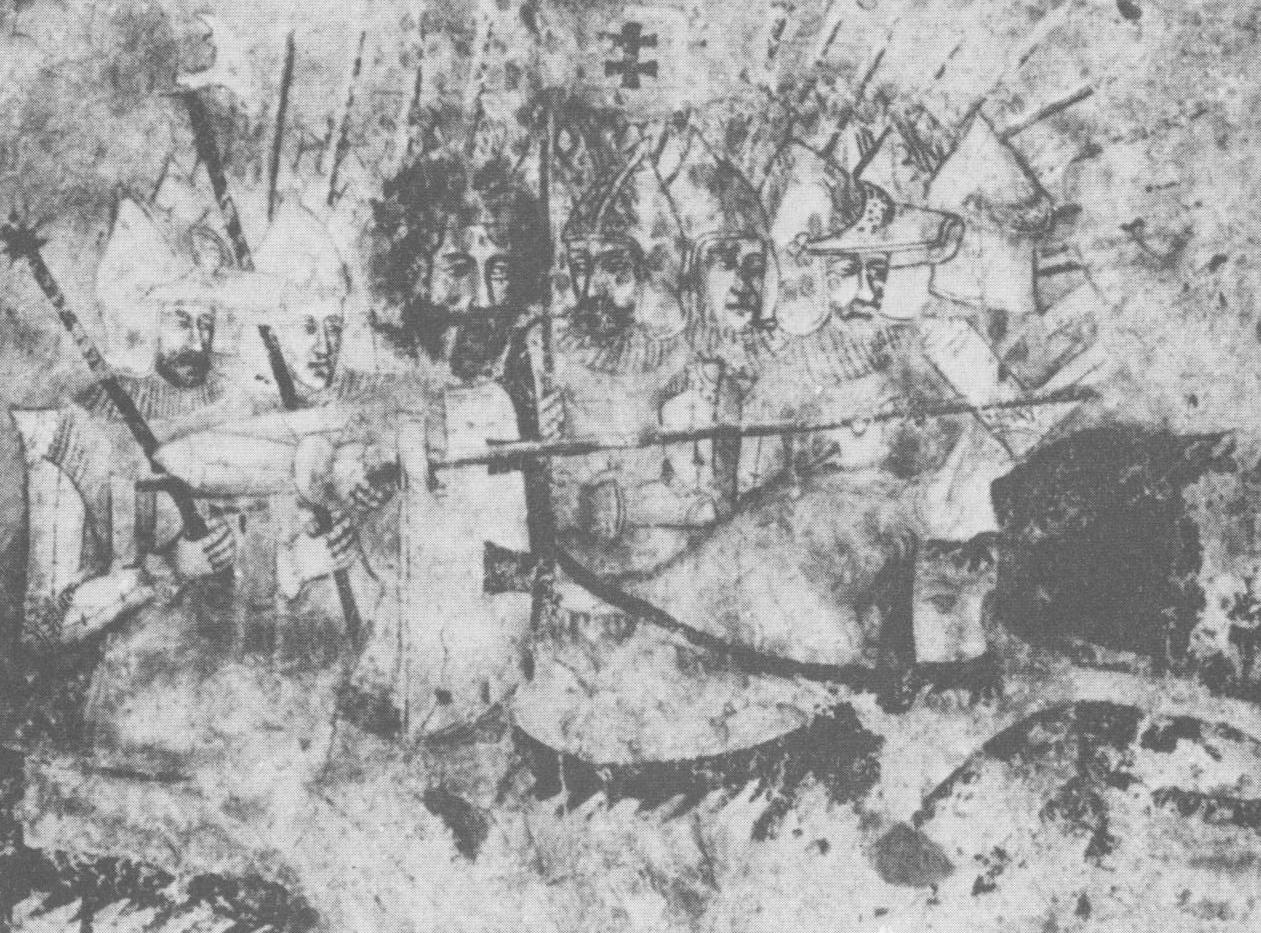
Kúpos sisakok rostély nélkül és sisakrostéllyal a karaszkói templom falképén (14. század)

en: bascinet, nasal helm <orrvédővel>, cs: helm konický, bacinet

Rövidítések:

A „sötét kortól” a korai középkoron át használták orrvédős és anélküli változatát. A 9. században volt a legjobban
elterjedve Európában. A 13. században fokozatosan kiszorították a zárt sisakok, de az alacsonyabb társadalmi állású katonák,
főleg az íjászok továbbra is használták a háborúban.
A korabeli magyar ábrázolásokon leggyakoribb a kúpos, harang alakú sisak. Ez látható a
Képes krónikában, a bántornyai, karaszkói templomok falfestményein. A gelencei templom
freskóján Szent László is koronával ékes kúpos sisakot visel. Erdőfülén a kúpos sisak
lekerekített változata látható, amelyhez gyakran kapcsolódik sodronyvért (lásd például a necpáli
falképet).
A kunokra jellemző keleties sisakok láthatók a gelencei, maksai, szepesmindszenti falképeken.
A fémből készült, részben sodronyvértezetes sisak a kunok fegyverzetéhez is hozzátartozott.
Sisakjuk homlokpántos, félgömb alakú, enyhén kúposodó. A 13. század legvégére datált
csólyosi kun sírlelet sisakja keleti típusú, félgömb alakú,
csúcsa enyhén kúposodó. Az itáliai harcokból ismertek Nagy Lajos bőrsisakos zsoldosai is.
Korai változata a csatos sisak (de: Spangenhelm), mely népszerű európai hadi sisak volt a korai középkorban. Orr- és
fülvédőkkel ellátott kúpos sisak. Közép-Ázsiából ered. A 6. században a leggyakoribb sisakfajta volt Európában és legalább
a 9. századig használatban maradt.

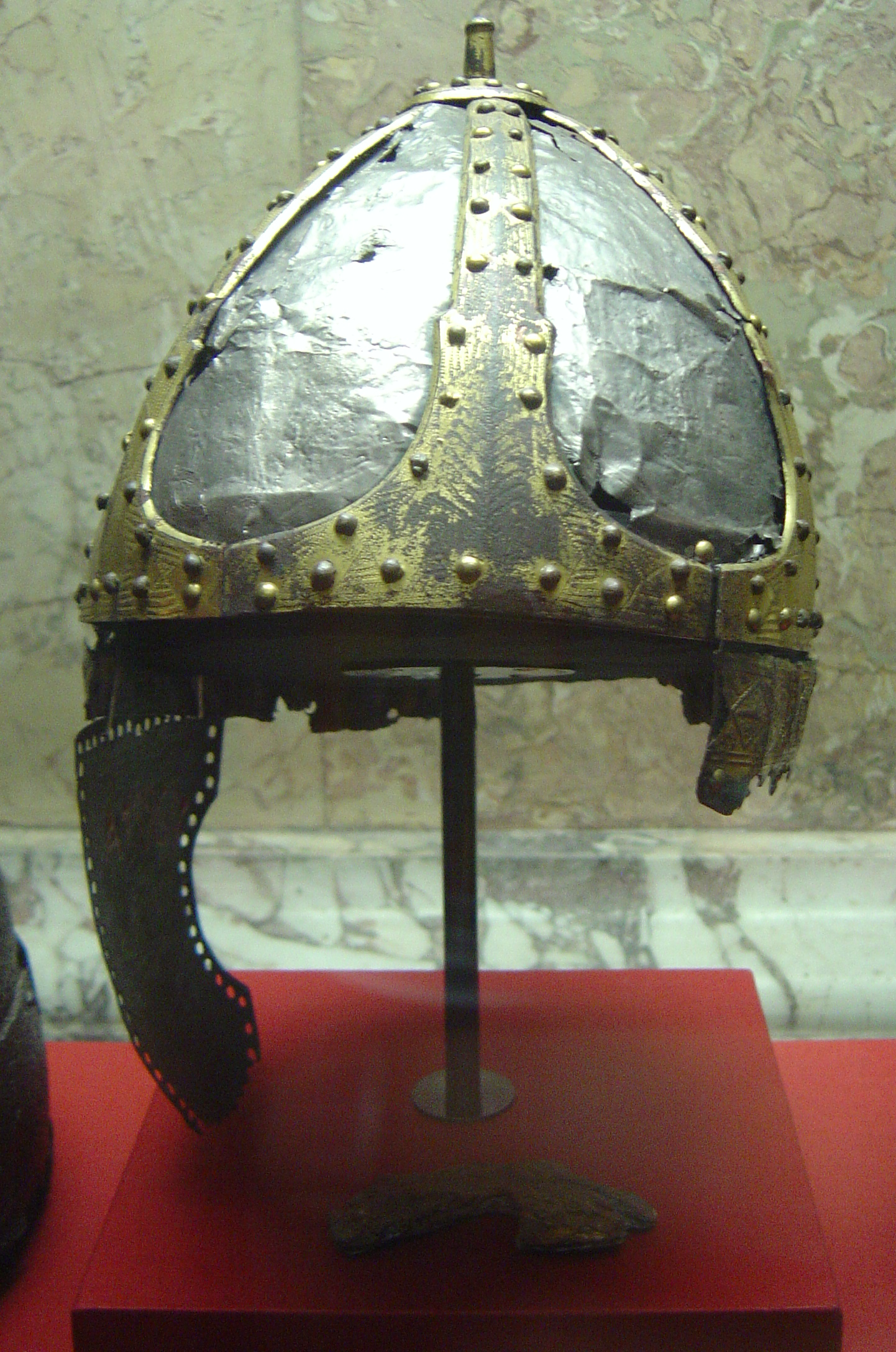
Csatos sisak (de: Spangenhelm)